# Filialkirche Steinebrunn
Die Filialkirche Steinebrunn steht auf einem kleinen Platz im Süden des Ortes Steinebrunn in der Gemeinde Drasenhofen im Bezirk Mistelbach in Niederösterreich. Die auf das Patrozinium der heiligen Anna geweihte römisch-katholische Filialkirche der Pfarrkirche Drasenhofen gehört zum Dekanat Poysdorf im Vikariat Unter dem Manhartsberg der Erzdiözese Wien. Die Kirche und der Friedhof stehen unter Denkmalschutz (Listeneintrag).

## Geschichte

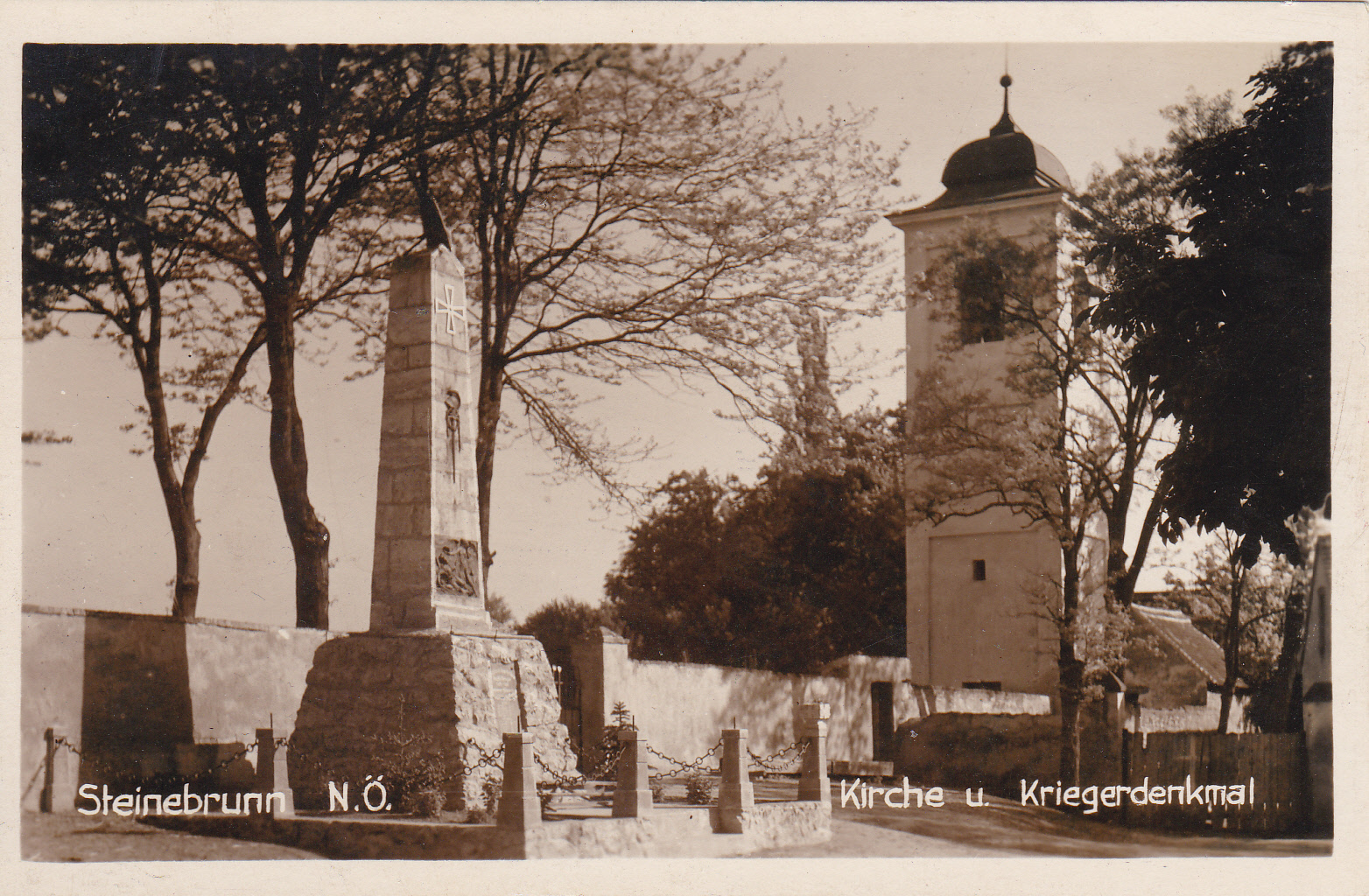
Der Glockenturm aus dem 18. Jahrhunderts vor dem Neubau der Kirche

Im Mittelalter bestand sich in Steinebrunn eine Veitskirche, 1475 wird ein Pfarrer Bernhard von Steinebrunn erwähnt. Im Zuge der Reformation förderte der Grundherr Hans von Fünfkirchen den Protestantismus. Bei einer Visitation im Jahre 1544 wurde erwähnt, dass seit elf Jahren kein Pfarrer in Steinebrunn mehr sei, 1558, dass der Pfarrhof in Steinebrunn abgebrannt sei und der Fünfkirchen ein Presshaus darin eingerichtet hätte. Um 1660 beschrieb man den Bau als einst ansehnliche Kirche, von der aber nur mehr der Chor und der Taufstein aus gehauenem Stein vorhanden sei. Heute sind von der Kirche keine Spuren mehr vorhanden.
Im 18. Jahrhundert wurde ein Glockenturm mit einer kleinen Kapelle errichtet. Die heutige Filialkirche wurde ab 1954 erbaut und 1958 geweiht.

## Architektur

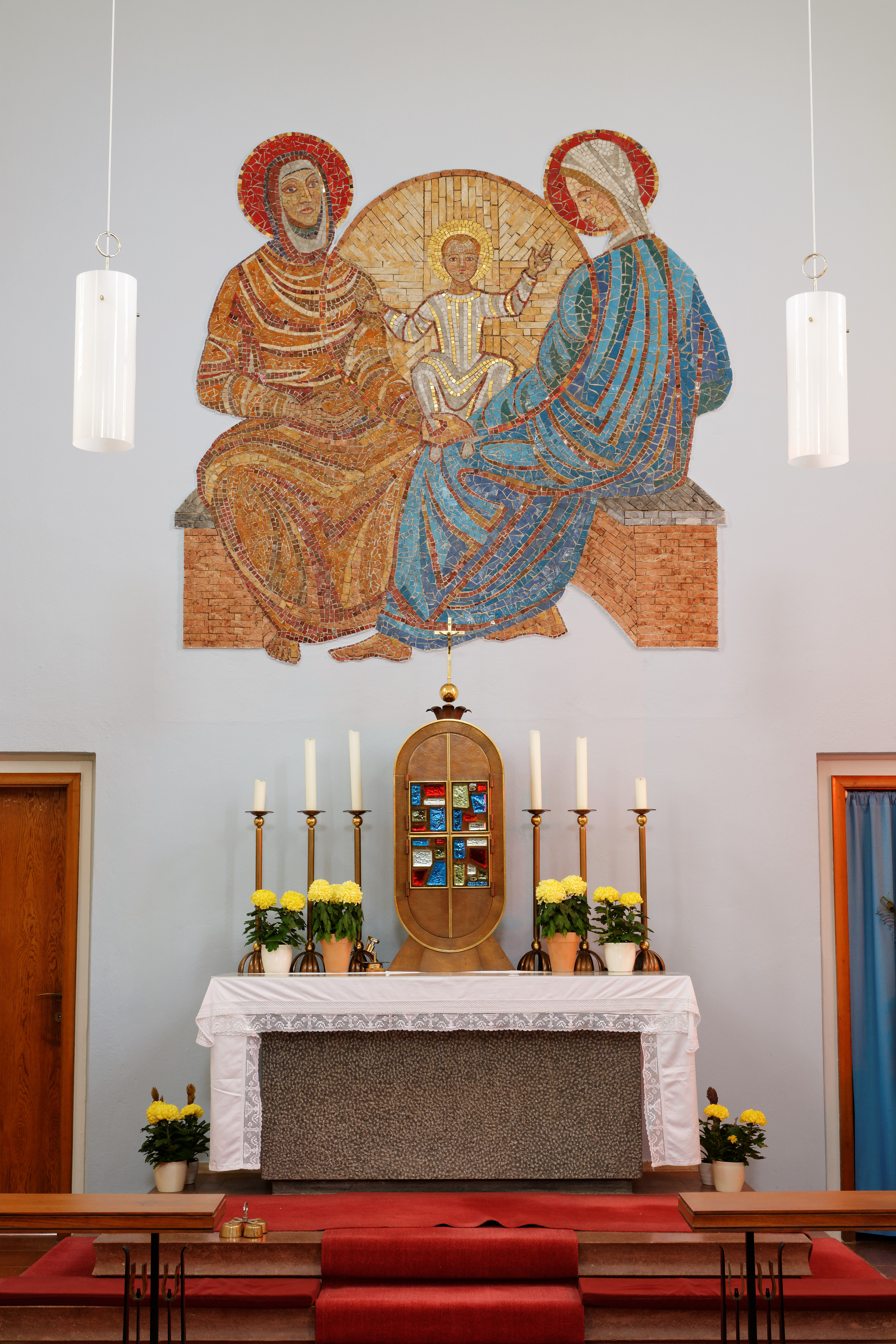
Altarmosaik von Heinrich Tahedl über dem Hochaltar

### Außenbeschreibung
Der Südturm mit einem Haubendach aus dem Ende des 18. Jahrhunderts ist erhalten. Der Kirchenbau wurde 1954 von Architekt Alexis Franken entworfen. Am Aufgang zum Kirchenbau steht auf einem Wappenpostament eine Steinfigur Anna lehrt Maria das Lesen aus der Mitte des 18. Jahrhunderts.

### Innenbeschreibung
Der Innenraum ist ein schlichter, rechteckiger Raum, über dem Eingang befindet sich ein Musikempore. Die Kirche wurde unmittelbar vor der Liturgiereform des Zweiten Vatikanischen Konzils errichtet und verfügt über eine zeitgenössische Ausstattung, die sich jedoch an die Bedürfnisse des tridentischen Ritus mit Hochaltar und Kommunionsgitter orientiert.

## Ausstattung
1962 gestaltete Heinrich Tahedl ein Altarmosaik über dem Hochaltar mit einer Darstellung der Heiligen Anna selbdritt, orientiert an frühchristlichen Darstellungen. Auch die Kreuzwegstationen stammen von Heinrich Tahedl.
Der Kirchenraum besitzt sechs Fenster an den Längsseiten sowie ein Rundfenster über dem Eingang. Auf Höhe des Hochaltars befinden sich zwei Glasgemälde aus der Tiroler Glasmalerei und Mosaik Anstalt die um 1900 vom Graf Fünfkirchen für die Pfarrkirche Drasenhofen gestiftet und dort Ende der 1920er Jahre ausgebaut wurden. Die restlichen Fenster mit Darstellungen der Heiligen Veit, Barbara, Leonhard und Theresia sowie eine abstrakte Darstellung des vierten Schöpfungstages wurden nach Entwürfen von Maria Plachky (1920–1982), der Ehefrau von Gottfried Kumpf, gefertigt. Das Fenster der heiligen Barbara war eine Stiftung des aus Steinebrunn gebürtigen Politikers und Widerstandskämpfers Josef Dengler.